# プログレスM-58
プログレスM-58（Progress M-58）は2006年10月23日に打ち上げられたプログレス補給船。国際宇宙ステーションへの補給活動に使用され、バージョンはプログレスM 11F615A55、シリアル番号は358。NASAによる名称はプログレス23（略称: 23P）。

## 飛行記録
2006年10月23日13時50分36秒（GMT、以下同）、バイコヌール宇宙基地のSite 1/5からソユーズ-Uロケットによって打ち上げられた。
23Pは、10月26日14時28分46秒(GMT)にズヴェズダモジュールの後方ポートにドッキングしたが、ドッキング直前に、クルスドッキングシステムのKURS 2AO-VKAアンテナの引っ込みを行った事が確認できなくなり、ドッキング後の最終ラッチ作業が約3時間遅れた。ISSにクルーの食料・水・酸素および科学研究用の機器など計2,205kgを輸送した。
軌道上で確認した結果、実際にアンテナの格納が出来ていないことが分かったため、2007年2月21日に修理のための船外活動を行って、このアンテナのロッドを切断して、ワイヤで固定して格納する作業を行い、ISSから安全に分離できるようにした。
23Pは、約5か月後の2007年3月27日18時11分に、ISSからアンドッキングした。
27日22時44分30秒に軌道を離脱。太平洋上空にて大気圏再突入を果たし、およそ23時30分22秒に燃え尽きなかった機体の一部は海上に落下した。